# Ben Springer
Benedictus (Ben) Springer (Amsterdam, 19 juni 1897 - Parijs, 29 augustus 1960) was een Nederlands Grootmeester dammen.

## Nederlands kampioenschap
Hij nam in 1919 en 1920 deel aan het Nederlands kampioenschap. Hij haalde in beide toernooien een score boven de 50%, maar werd er geen kampioen mee.
Er is naar hem een combinatie genoemd, de Coup Springer, waarmee hij in een belangrijk toernooi een sterk Frans dammer versloeg.

## Wereldkampioenschap
Hij werd wereldkampioen in 1928 in Amsterdam en werd in 1931 onttroond door Marius Fabre.

## Boeken
- B. Springer, Hoe ik Wereldkampioen werd, 1929, Den Haag
- B. Springer, Problemen, lokzetten en studies, 1930
- B. Springer, Hoe leer ik dammen? 1932
- B. Springer en H. de Jongh, Dammen damstudies en analyses deel 1 1921
- B. Springer en H. de Jongh, Dammen damstudies en analyses deel 2 1921
- B. Springer en H. de Jongh, Dammen damstudies en analyses deel 3 1921
- B. Springer en A.L.B Loon, Oom Jan leert zijn neefje dammen, 1956, Van Goor Zonen, Den Haag
- Manuscript van een nooit afgeschreven boek.